# Kinorhynchus fimbriatus
Kinorhynchus fimbriatus är en djurart som tillhör fylumet pansarmaskar, och som beskrevs av Higgins 1982. Kinorhynchus fimbriatus ingår i släktet Kinorhynchus och familjen Pycnophyidae. Inga underarter finns listade i Catalogue of Life.